# Людовик I (король Неаполя)
Людовик I (лат. Luigi I; 1320 — 25 травня 1362) — король-співправитель Неаполю та граф Провансу у 1348—1362 роках.

## Життєпис
Походив з Анжу-Сицилійської династії Капетингів. Другий син Філіппа I, князя Таранто, та Катерини Валуа-Куртене. Народився у 1320 році. Здобув гарну освіту. 1342 року У 1342 році став Великим магістром Ордена Гробу Господнього.
У 1345 році разом з братом Робертом брав участь у змові проти принца-консорта Андрія, чоловіка королеви Неаполю Джованни I. Людовик зумів обійти брата, який до того був більш близький до королеви, й у 1346 році стати чоловіком Джованни I.
У 1347 році угорський король Людовик Великий виступив проти Джованни I та Людовика I, плануючи помститися подружжю за смерть брата. У січні 1348 року неаполітанське військо зазнало поразки у битві при Капуї, і Людовик Угорський опанував усією країною. Людовик Тарантський разом з дружиною втік до Провансу.
У липні Людовик I і Джованна I повернулися до Неаполя, зуміли відвоювати королівство, скориставшись мором серед угорців. Незабаром його було короновано на короля. З 1349 року фактично перебрав владу у свої руки, а ім'я Людовика I стали ставити перед ім'ям його дружини Джованни I. Того ж року наказав стратити Енріко Караччйоло, улюбленця королеви.
1350 року було відбито наступ угорців на Неаполь. При цьому Людовик I пообіцяв Папі Римському поважати права дружини. Лише у 1352 році визнано папою Климентом VI за короля. 27 травня того ж року відбулася повторна коронація Людовика I.
У 1356 році, скориставшись сходженням на трон Сицилійського королівства малолітнього Фредеріка III, Людовик I рушив на завоювання острова, перемігши у битві при Мессіні. Проте 1357 року неаполітанські війська зазнали поразки. Після цього Людовик I відмовився від подальших військових дій.
1357 року відправив свого брата Філіппа II Тарентського до Прованського графства, призначивши його генерал-вікарієм. Останній зумів запобігти розоренню графства арманьяками.
1360 року придушив заколот Людовика, графа Гравіно. У квітні 1362 року Людовик I захворів імовірно на чуму й помер 25 квітня 1362 року.

## Родина
Дружина — Джованна I, королева Неаполю
Діти:
- Катерина (1348—1349)
- Франческа (1351—1352)